# Astrocit
Astrocitele sunt celule ale creierului de mari dimensiuni, în formă de stea (numite astfel tocmai datorită acestui aspect), care controlează mediul chimic din jurul celulelor nervoase (neuronilor), fiind implicate în răspunsurile imune ale țesutului nervos. Sunt cele mai mari dintre nevroglii, au numeroase prelungiri și nucleu sferoidal situat central. 
Astrocitele sunt unite prin joncțiuni de tip gap, formând astfel un sincițiu funcțional. O creștere a concentrației de calciu intracelular poate propaga în acest sincițiu. 
Potrivit cercetătorilor de la Institutul Tehnologic Massachusetts, astrocitele furnizează celulelor nervoase energia de care au nevoie pentru a putea funcționa și comunică una cu cealalta prin redirecționarea sângelui cu aportul în oxigen și glucoză, pentru buna funcționare a lor.

## Clasificare
Astrocitele se împart în două categorii:
- astrocite protoplasmatice, ce se găsesc în substanța cenușie, ale căror capete învelesc sinapsele;
- astrocite fibroase, ce se găsesc în substanța albă, ale căror capete învelesc strangulațiile Ranvier.

## Rol
Astrocitele au rol în:
- suport pentru neuroni, fiind cele mai abundente celule care sunt asociate cu sinapsele neuronale;
- izolator electric și reglarea transmiterii impulsurilor electrice în creier;
- suport metabolic (asigură neuronilor nutrienți precum lactatul);
- reglarea concentrației ionilor în spațiul extracelular (prezintă numeroase canale pentru potasiu, ce participă la modularea concentrației ionului de potasiu în spațiul extracelular, prevenind astfel o acumulare anormală de potasiu în spațiul interneuronal ce ar preveni propagarea potențialului de acțiune);
- realizarea barierei hematoencefalice;
- menținerea homeostaziei locale;
- repararea sistemului nervos și cicatrizare (în cazul unei leziuni neuronale, celulele gliale reumplu spațiul ocupat de neuron, formând cicatricea glială).